# Castillo de Vidreras
El Castillo de Vidreras o Castillo de San Acisclo es un castillo ubicado en la localidad gerundense de Vidreras, en la Selva. Hoy en día el castillo se encuentra abandonado, y aparte de limpiar la vegetación no se ha hecho ninguna actuación de consolidación o excavación con toda regla. Se llega siguiendo el camino que lleva a la Torre de Llobet y los pantanos.
En el año 2004, el Ayuntamiento de Vidreres emprendió un proyecto de intervención arqueológica global en el recinto del castillo. Desde entonces se han realizado diferentes campañas de excavación que han permitido documentar los diferentes ámbitos del castillo.
Los restos del castillo se muestran en una planta fuerte cuadrangular de unos 30 metros por lado. Se pueden detectar dos fases constructivas: la primera fase del siglo XII y XIII incluye la torre sureste de 15 metros de altura y tres pisos, muros adosados, cisterna y capilla dedicada a San Acisclo y Santa Victoria, de la que quedan restos de las paredes y del ábside semicircular. La segunda fase data del siglo XIV, incluye el resto de las torres, muros ataludados y revestimientos de muros antiguos. Alrededor del castillo aún se conserva el foso.

## Historia
Este castillo perteneció a los vizcondes de Cabrera y la primera noticia que se tiene es del 1194 como consecuencia de un pacto entre el vizconde Ponç III de Cabrera y el rey Alfonso II de Aragón, el Casto. En 1241 fue dado a la Orden del Temple pero volvió a los Cabrera.
En la capilla del castillo se conservaban los restos de San Acisclo de Córdoba hasta que fueron donados en 1263 al monasterio de San Salvador de Breda por el vizconde Guerau IV de Cabrera, En 1310 residía Leonor, esposa del vizconde Bernat I de Cabrera. Fue ocupado por remensas durante la última guerra remensa y fue devuelto en 1485. Perdió su función militar, hasta el punto que la finca ocupada por el castillo pasó a manos de la familia Aulet, y fue aprovechada como  explotación forestal.